# Amasien

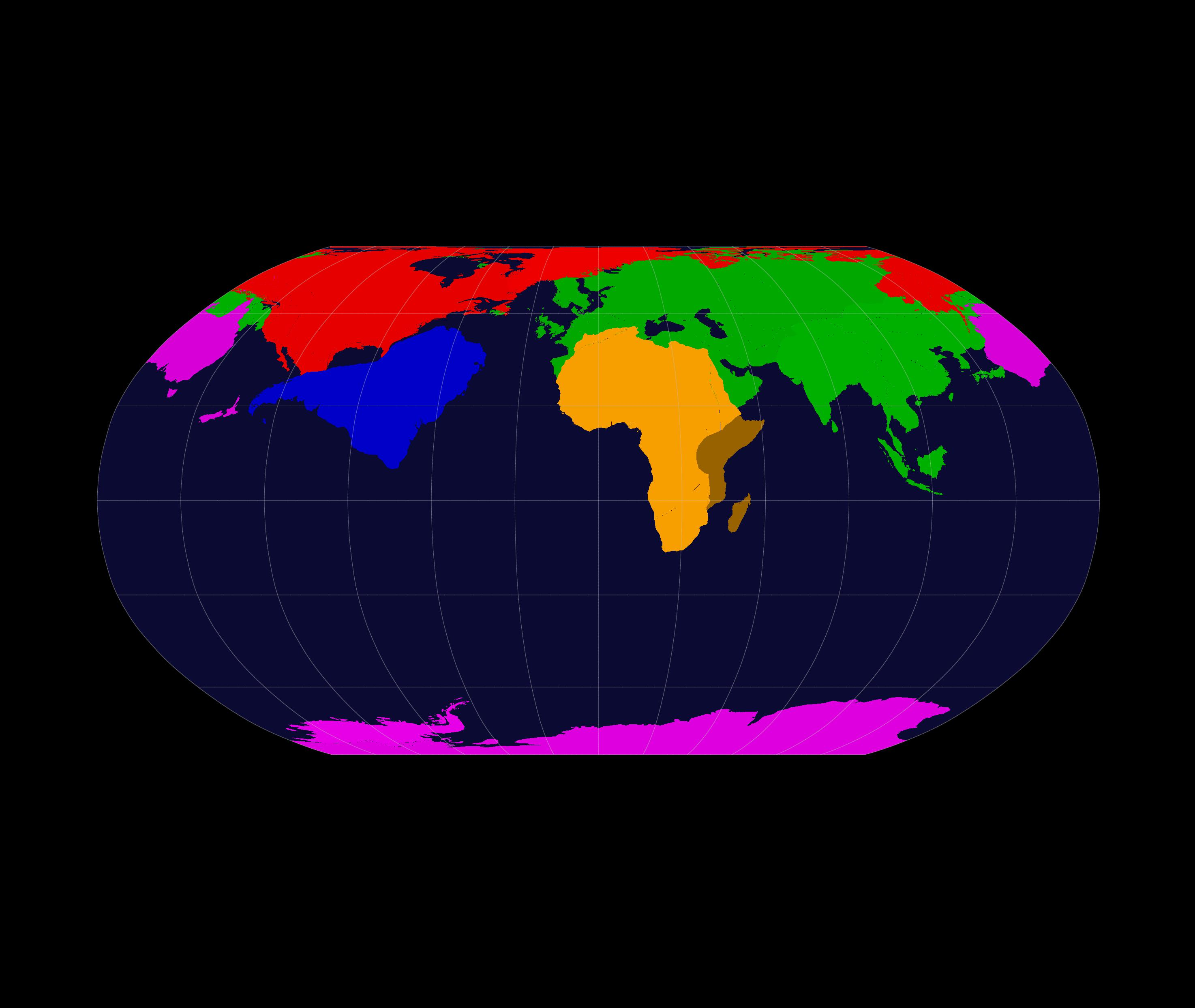
Animation

Amasien (engl. Amasia) ist ein möglicher zukünftiger Superkontinent, der durch die Verbindung der bestehenden Kontinente Asien und Nordamerika geformt wird. Die Verbindungsstelle liegt in diesem Modell zwischen Sibirien und Alaska.

## Theorie
Die Theorie geht davon aus, dass Sibirien, das die Verbindung der eurasischen und der nordamerikanischen Platte darstellt, sich – wie schon über die letzten Millionen Jahre – weiterhin statisch verhält. Amerika und Asien schieben sich in prognostizierten 100 Millionen Jahren über dem Nordpol zusammen und das Nordpolarmeer verschwindet. Auch Afrika und Australien driften nach Norden, bis sie sich ebenfalls dem amasischen Kontinent anschließen. In 250 Millionen Jahren gibt es dann eine Welt mit nur noch zwei Kontinenten, Amasien und Antarktika.

### Andere Theorien eines Superkontinents
Während Ronald Blakeleys Theorie von einem sich vergrößernden Atlantik ausgeht, vermutet Christopher Scotese, dass sich am Ostrand von Nordamerika eine Subduktionszone bilden wird, wodurch sich der Atlantik wieder schließt und in 250 Millionen Jahren Amerika an Afrika bzw. Eurasien anklebt.
Scotese lässt aber außer Acht, dass im Fall einer Subduktionszone an der US-Ostküste die Geschwindigkeit der Ozeanbodenspreizung des Atlantischen Rückens zunehmen würde.
Ein ähnliches Szenario wie Amasia beschrieb auch Roy Livermore mit Novopangaea in den späten 1990er Jahren.
Gemeinsam haben alle Theorien das Austrocknen des Mittelmeers durch die Subduktion der Ozeankruste der afrikanischen Platte unter Europa im Zuge der Alpinen Orogenese, wodurch Europa nach Norden verschoben und sich ein neues Gebirge bilden wird.